# Trottiscliffe
Trottiscliffe – wieś w Anglii, w hrabstwie Kent, w dystrykcie Tonbridge and Malling. Leży 13 km na północny zachód od miasta Maidstone i 40 km na południowy wschód od centrum Londynu.